# La Grande Casse 2
Pour plus de détails, voir Fiche technique et Distribution.
La Grande Casse 2 (The Junkman) est un film de casse américain écrit, coproduit et réalisé par Henry Blight Halicki, sorti en 1982.

## Fiche technique
Sauf indication contraire, les informations mentionnées dans cette section peuvent être confirmées par la base de données cinématographiques IMDb,  présente dans la section « Liens externes ».
- Titre original : The Junkman
- Titre français : La Grande Casse 2
- Réalisation : H. B. Halicki
- Scénario : H. B. Halicki
- Direction artistique :
- Musique : Hoyt Axton
- Photographie : Daniel Pearl et Tony Syslo
- Son : Michael Brennan
- Montage : Warner E. Leighton (en)
- Coordination des cascades : H. B. Halicki
- Production : H. B. Halicki

Production déléguée : Richard L. Muse
- Sociétés de production : H.B. Halicki Mercantile Co. ; Junk Yaro (coproduction)
- Société de distribution : Halicki International
- Pays d'origine :  États-Unis
- Langue originale : anglais
- Format : couleur (DeLuxe) / Noir et blanc - Son : Monophonique - 1,85:1 - Format 35 mm
- Genre : film de casse
- Durée : 96 minutes
- Dates de sortie :
  - Japon : 21 août 1982 (avant-première mondiale)
  - États-Unis : 28 août 1982

## Distribution
- H. B. Halicki : Harlan B. Hollis
- Christopher Stone : Michael Fox
- Susan Shaw : Susan Clark
- Lang Jeffries : Arthur Wheeler
- Bruce Cameron : Bruce
- Jack Vacek : Jack
- Dan Grimaldi : Larry Bergleman
- Kelly Busia : Kelly Hollis
- Richard L. Muse : Richard Harris Hill
- Freddy Cannon : lui-même
- Judi Gibbs : Christine
- Brian LaBonge : Brian
- Lynda Day George : le reporter de festival

## À noter
- Malgré le titre, La Grande Casse 2 n'est pas la suite directe de La Grande Casse, sortie en 1974[1].